# Paramesotriton
Paramesotriton – rodzaj płazów ogoniastych z podrodziny Pleurodelinae w rodzinie salamandrowatych (Salamandridae).

## Zasięg występowania
Rodzaj obejmuje gatunki występujące w północnym Wietnamie oraz południowych i południowo-zachodnich Chinach.

## Systematyka

### Etymologia
- Mesotriton: gr. μεσος mesos „średni”[9]; rodzaj Triton Laurenti, 1768. Nazwa zajęta przez Mesotriton Bolkay, 1927[8].
- Paramesotriton: gr. παρα para „blisko”[10]; rodzaj Mesotriton Bourret, 1934. Nowa nazwa dla Mesotriton Bourret, 1934[8].
- Trituroides: rodzaj Triturus Rafinesque, 1815; gr. -οιδης -oidēs „przypominający”[11]. Gatunek typowy: Cynops chinensis J.E. Gray, 1859.
- Allomesotriton: gr. αλλος allos „inny”[12]; rodzaj Mesotriton Bourret, 1934. Gatunek typowy: Trituroides caudopunctatus Liu & Hu, 1973.

### Podział systematyczny
Do rodzaju należą następujące gatunki:
- Paramesotriton aurantius Yuan, Wu, Zhou & Che, 2016
- Paramesotriton caudopunctatus (Liu & Hu, 1973)
- Paramesotriton chinensis (Gray, 1859)
- Paramesotriton deloustali (Bourret, 1934) – traszka północnowietnamska
- Paramesotriton fuzhongensis Wen, 1989
- Paramesotriton guanxiensis (Huang, Tang & Tang, 1983)
- Paramesotriton hongkongensis (Myers & Leviton, 1962) – traszka hongkońska
- Paramesotriton labiatus (Unterstein, 1930)
- Paramesotriton longliensis Li, Tian, Gu & Xiong, 2008
- Paramesotriton malipoensis Rao, Liu, Zhu & Ma, 2022 "2020"
- Paramesotriton maolanensis Gu, Chen, Tian, Li & Ran, 2012
- Paramesotriton qixilingensis Yan, Zhao, Jiang, Hou, He, Murphy & Che, 2014
- Paramesotriton wulingensis Wang, Tian & Gu, 2013
- Paramesotriton yunwuensis Wu, Jiang & Hanken, 2010
- Paramesotriton zhijinensis Li, Tian & Gu, 2008